# شفتاني وقفي مهموس
شفتاني وقفي مهموس (بالإنجليزية: Voiceless bilabial plosive)، صامت شفتاني وقفي مهموس مستخدم في أغلب اللغات المحكيّة، يرمز له بالأبجديّة الصوتيّة الدوليّة بالرمز (p)، وبأبجدية مناهج تقييم الكلام الصوتية الموسعة بالرمز اللاتيني (p)، في الأبجدية العربيّة لا يقابله حرف إلا أن مصر والمشرق العربي والفارسية يشيع استخدام پ (الباء الثلاثية)، وفي الأبجدية الجاوية ڤ.

## ملامح الصوت
الملامح المميزة لصامت الشفتاني الأنفي:
1. مخرج الصوت وقفي، وهذا يعني أنّ الصوت يصدر عن طريق إيقاف تدفق الهواء في الحبال الصوتيّة.
2. صفة الصوت شفتانيّة، وهذا يعني أنّ الصوت ينطق بواسطة الشفتين.
3. الصفة اللفظية مهموس، وهذا يعني أنّ الحبال الصوتيّة لا تهتز أثناء نطق الصوت.
4. صامت شفتاني، وهذا يعني أن الهواء يخرج من خلال الفم فقط.

## ظهور الصوت
حوالي 10% من لغات العالم التي تحتوي الصوت [b] تفتقر للصوت [p]، خصوصاً في منطقة شمال أفريقيا وشبه الجزيرة العربية حيث تسود اللغة العربية التي فقدت صوت [p] خاصّتها في عصور ما قبل التاريخ، من اللغات التي يظهر فيها الصوت [p]:

### أمثلة
| اللغة          | اللغة          | الكلمة        | أصد                      | المعنى         | ملاحظات                              |
| -------------- | -------------- | ------------- | ------------------------ | -------------- | ------------------------------------ |
| أرمنية         | أرمنية         | պապիկ         | [pɑpik] (مساعدة·معلومات) | 'جد'           |                                      |
| باسكية         | باسكية         | harrapatu     | [harapatu]/[arapatu]     | 'التقط'        |                                      |
| بنغالية        | بنغالية        | পাল            | [pal]                    | 'أبحر'         | تتناقض مع الصيغة المنطوقة بملئ النَفَس |
| إنجليزية       | إنجليزية       | pack          | [pʰæk]                   | 'رزمة'         |                                      |
| فرنسية         | فرنسية         | pomme         | [pɔm]                    | 'تفاحة'        |                                      |
| ألمانية        | ألمانية        | Pack          | [pʰak]                   | 'كومة'         |                                      |
| عبرية          | عبرية          | פקיד          | [pakid]                  | 'موظف'         |                                      |
| لغة هندوستانية | لغة هندوستانية | पल/ پرچم      | [pəl]                    | 'لحظة'         | تتناقض مع الصيغة المنطوقة بملئ النَفَس |
| يابانية        | يابانية        | ポスト/posuto | [posɯto]                 | 'صندوق البريد' |                                      |
| كورية          | كورية          | 풀/pul        | [pʰul]                   | 'عشب'          |                                      |
| بهاسا ملايو    | بهاسا ملايو    | panas         | [panas]                  | 'حار'          |                                      |
| مالطية         | مالطية         | aptit         | [apˈtit]                 | 'شهية'         |                                      |
| بشتو           | بشتو           | پانير         | [pɑˈnir]                 | 'جبنة'         |                                      |
| برتغالية       | برتغالية       | pai           | [paj]                    | 'أب'           |                                      |
| روسية          | روسية          | плод          | [pɫoˑt̪]                  | 'فاكهة'        | تتناقض مع الصيغة المنطوقة بشكل محنّك  |
| إسبانية        | إسبانية        | peso          | [ˈpe̞so̞]                  | 'وزن'          |                                      |
| تركية          | تركية          | kap           | [kʰäp]                   | 'قدر / مقلاة'  |                                      |